# Орловка (Белебеевский район)
Орловка (баш. Орловка) — деревня Анновского сельсовета Белебеевского района Республики Башкортостан.

## Географическое положение
Расстояние до:
- районного центра (Белебей): 23 км,
- центра сельсовета (Анновка): 5 км,
- ближайшей ж/д станции (Аксаково): 33 км.

## Население
| 2002 | 2009 | 2010 |
| ---- | ---- | ---- |
| 6    | ↘2   | ↗4   |

Национальный состав
Согласно переписи 2002 года, преобладающая национальность — русские (100 %).